# Георги Пернов
Георги Константинов Пернов е български лекар и поет.

## Биография
Георги Пернов е роден в 1882 година или 1884 година в град Неврокоп, тогава в Османската империя, днес в България. Пернов учи медицина в Москва. Като студент участва в Октомврийската революция на страната на болшевиките.
Пернов е поет, автор на няколко стихосбирки.
Умира в 1961 година в София. Погребан е в Централните софийски гробища.